# ارتور پیانتدوسی
آرتور پیانتدوسی (انگلیسی: Arthur Piantadosi; ۴ نوامبر ۱۹۱۶ – ۲۳ فوریهٔ ۱۹۹۴) مهندسی صدا اهل ایالات متحده آمریکا بود.
وی همچنین برندهٔ جوایزی همچون جایزه اسکار بهترین صداگذاری شده‌است.